# Lophornis delattrei
La coqueta crestirrufa (en Panamá y Ecuador) (Lophornis delattrei), también denominada coqueta crestirrojiza (en Costa Rica), coqueta de cresta rufa (en Perú), coqueta crestada (en Colombia) o coqueta abanico rufo,  es una especie de ave apodiforme de la familia Trochilidae, perteneciente al género Lophornis. Es nativa del este de América Central y de regiones andinas del noroeste y oeste de América del Sur.

## Distribución y hábitat
Se distribuye de forma disjunta por las pendientes del Pacífico y caribeña de Panamá (existen registros antiguos en Costa Rica), en los Andes centrales y orientales de Colombia, localmente en Ecuador, y desde el norte de Perú, por la pendiente oriental de los Andes hasta el norte de Bolivia.
Esta especie es considerada rara en sus hábitats naturales: los bordes y claros de selvas húmedas, ambientes abiertos con arbustos, cerca de carreteras y lugares poblados, entre los 600 y 2000 m de altitud, pero puede forrajear en altitudes inferiores.

## Descripción
Mide 6,9 cm de longitud. Presenta dimorfismo sexual. El macho presenta una cresta grande, con múltiples antenas terminadas en punta, de color anaranjado rufo. Su plumaje es de color verde bronceado, con la garganta verde iridiscente con un  pequeño mechón blanco debajo; cola rufa. La hembra carece de cresta y tiene corona, garganta y flancos de color canela. El obispillo presenta una banda blanca; el vientre verde matices bronceados o acanelados; la cola rufa tiene una banda subterminal negra.

## Sistemática

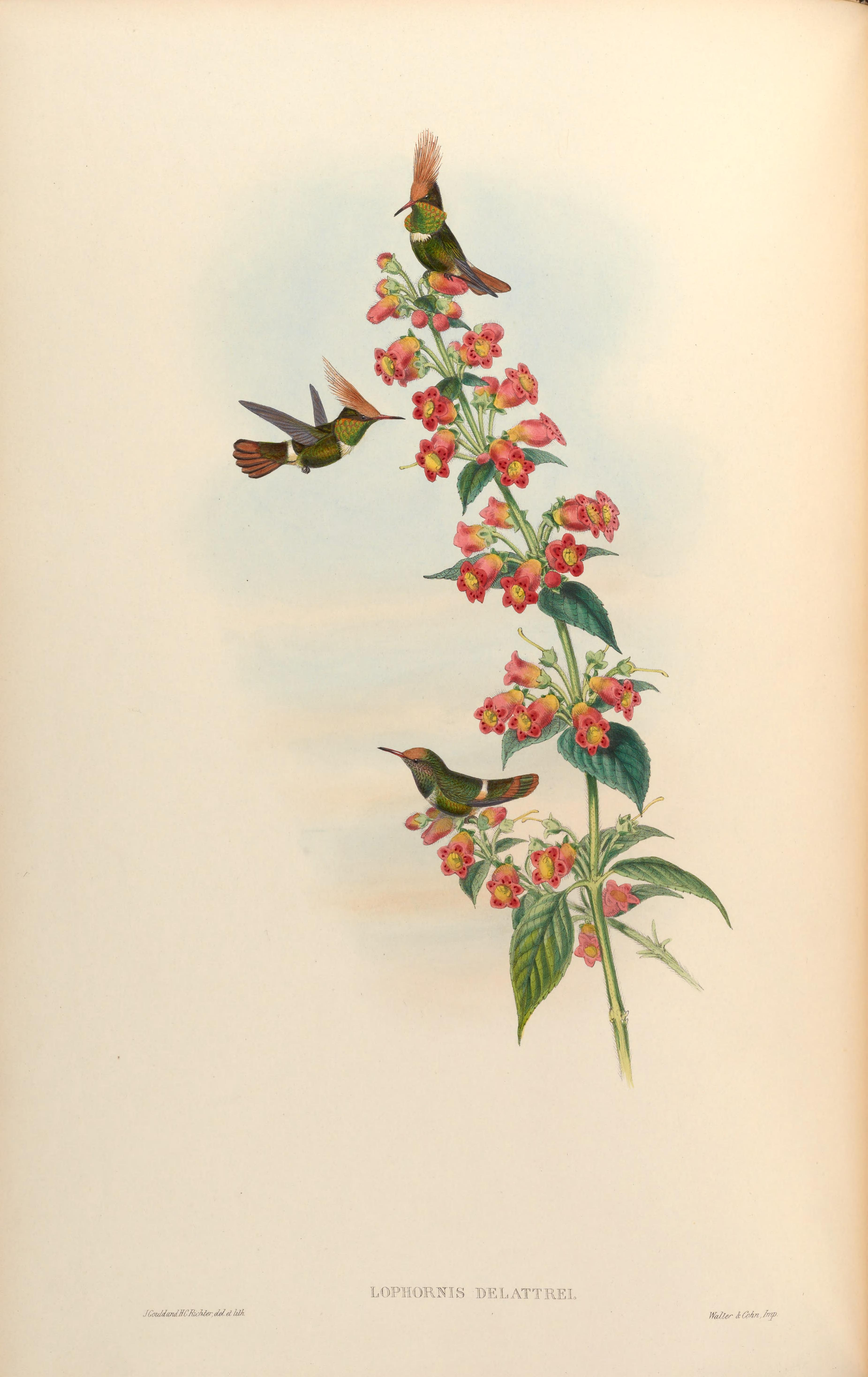
Lophornis delattrei ilustración de Gould y Richter en A monograph of the Trochilidae, or family of humming-birds 3, 1861.

### Descripción original
La especie L. delattrei fue descrita por primera vez por el ornitólogo francés René Primevère Lesson en 1839 bajo el nombre científico Ornismya (Lophorinus) delattrei; su localidad tipo no fue dada, posiblemente sea «Perú».

### Etimología
El nombre genérico masculino «Lophornis» se compone de las palabras del griego «lophos» que significa ‘cresta, tufo’, y «ornis» que significa ‘pájaro’; y el nombre de la especie «delattrei», conmemora al ornitólogo y recolector francés Adolphe Delattre (1805–1854).

### Taxonomía
Es pariente próxima de Lophornis brachylophus y posiblemente de L. stictolophus. La forma propuesta  Lophornis melaniae, aparentemente de Colombia, puede representar un individuo aberrante o pieles gastas de la presente especie y no una forma melánica como se pensaba; la subespecie descrita L. delattrei regulus (Gould, 1846), de Bolivia, a pesar de algunas posibles diferencias de plumaje de la hembra, es mejor tratada como un sinónimo de la nominal. No está claro a que subespecie pertenecen los registros de Ecuador.

### Subespecies
Según las clasificaciones del Congreso Ornitológico Internacional (IOC) y Clements Checklist/eBird  se reconocen dos subespecies, con su correspondiente distribución geográfica:
- Lophornis delattrei lessoni Simon, 1921 – pendientes del Pacífico y caribeña de Panamá, y Andes centrales y orientales de Colombia (valle del río Magdalena y Santander).
- Lophornis delattrei delattrei (Lesson), 1839 – pendiente oriental de los Andes desde el norte de Perú (San Martín) al norte de Bolivia (hasta Beni y oeste de Santa Cruz).